# Miquel Mas i Miró
Miquel Mas i Miró (Barcelona, 1931 - El Pont de Bar, 19 de maig del 2008) va ser empresari de l'hostaleria i alcalde del Pont de Bar entre 1995 i 2007.
Nascut a Barcelona, la seva família es va traslladar a la Seu d'Urgell en l'any 1936. Anys a venir, en Miquel regí l'"Hotel Mundial" d'aquella població. Després de molts anys dedicats a l'hostaleria i a la vida associativa de l'Alt Urgell, volgué implicar-se en el govern municipal del Pont de Bar, on residia. Cap de llista de CiU, guanyà les eleccions dels anys 1995, 1999 i 2003.
Entre les realitzacions dels seus mandats se'n destaca la restauració i divulgació d'elements del patrimoni cultural dels diversos nuclis del municipi, com ara les esglésies d'Aristot, Bar, Castellnou de Carcolze i Toloriu, a més de la capella de Sant Jaume del llogaret de Sobeig i la torre de l'antiga muralla de Toloriu; gràcies als seus coneixements d'ebenisteria, restaurà amb les seves mans el mobiliari d'aquests edificis. Altres actuacions dels seus consistoris van ser l'habilitació de les runes dels antics castells del terme com a miradors, així com la recuperació de fonts i l'embelliment general dels diversos llocs de la població.
Retirat de l'alcaldia, en el moment de la seva mort regia el restaurant "La taberna [sic] dels Noguers", al Pont de Bar.